# Allen Steere
Allen Caruthers Steere Jr. (Fort Wayne, 1 april 1943) is Amerikaans medicus en hoogleraar in de reumatologie aan de Harvard-universiteit. Samen met Stephen Malawista van de Yale Universiteit is hij bekend als ontdekker en beschrijver van de ziekte van Lyme.

## Leven en werk
Steere volgde medisch onderwijs aan het Colombia College van Artsen en Chirurgen en slaagde in 1972. Hij werd lid van de Epidemic Intelligence Service (EIS) om militaire verplichting te ontlopen. Nadat hij twee jaar werkte bij de Centers for Disease Control and Prevention (CDC) kreeg hij een beurs voor een specialisatie in de reumatologie aan de Yale-universiteit.
Steere gaf eerst les aan de Yale-universiteit en de Tuftsuniversiteit, en de werd aangesteld als hoogleraar in de reumatologie aan de Harvard-universiteit. Tussen 1977 en 2007 publiceerde hij bijna 200 artikelen over deze ziekte.

## Ontdekking ziekte van Lyme
Onderzoek in 1975 in het plaatsje Old Lyme door Steere leidde uiteindelijk tot de ontdekking van de Ziekte van Lyme. Steere was in die tijd nog reumatoloog in opleiding aan de Yale-universiteit.
Bij een uitbraak in 1975 van een tot dan toe onbekende ziekte in een gebouwencomplex was er door meerdere bewoners krachtig aangedrongen op verder onderzoek. Er was met name een vrouw, genaamd Polly Murray zelf drager van de ziekte en moeder was van twee kinderen, die allen leden aan gewrichtsklachten.
Steere onderzocht de patiënten en vernam van een Europese arts dat dit beeld overeenkomsten vertoonde met erythema migrans, waarvan dankzij het werk van de Zweedse arts Arvid Afzelius bekend was dat het een relatie vertoonde met tekenbeten. Ondanks dat de relatie met teken toen dus bekend was, duurde het toch nog tot 1982 voordat de in Zwitserland geboren Amerikaanse wetenschapper Willy Burgdorfer de verantwoordelijke bacterie ontdekte, die naar hem is genoemd: Borrelia burgdorferi.